# 1993年カンボジア制憲議会総選挙
1993年カンボジア国民議会選挙（1993ねんカンボジアこくみんぎかいせんきょ、クメール語: ការបោះឆ្នោតជ្រើសតាំងតំណាងរាស្ត្រកម្ពុជាឆ្នាំ ១៩៩៣ ។）は、1993年5月23日から28日にカンボジアで行われた憲法制定議会議員の総選挙である。

## 概要
1991年9月、四派間（シアヌーク派、プノンペン政権派、ソン・サン派、ポル・ポト派）で調印されたパリ和平協定（正式名称：カンボジア紛争の包括的政治解決に関する協定）に基づいて行われた選挙で、1992年2月の国際連合安全保障理事会で採択した決議745号に基づいて設置された国連カンボジア暫定統治機構（以下UNTAC）の主導で実施された。選挙をボイコットしたポル・ポト派による武力妨害が懸念され、UNTACの厳重な警戒の下で行われた選挙の結果、「独立・中立・平和・協力のカンボジアのための民族統一戦線」（以下、フンシンペック）が第一党となり、続いてカンボジア人民党（以下、人民党）が第二党となった。

## 選挙制度
パリ和平協定の付属書一D節（「協定文書」の選挙に関する規定の再確認と実際に選挙を管理・執行するUNTACの権限について列挙している）と付属書三（選挙制度に関する規定）と、1992年8月12日に発効したUNTAC選挙法（以下、選挙法）に基づいて実施された。以下に選挙制度などの詳細について列挙する。

### 投票日
- 1993年5月23日から28日

### 改選数
- 120

### 選挙制度
- 厳正拘束名簿式比例代表制

パイリン州はクメール・ルージュ統治区域のため、選挙は実施されなかった。
| 州・特別市           | 定数 | 州・特別市           | 定数 |
| -------------------- | ---- | -------------------- | ---- |
| コンポンチャム州     | 18   | スヴァイリエン州     | 5    |
| プノンペン特別市     | 12   | コンポンチュナン州   | 4    |
| カンダル州           | 11   | ポーサット州         | 4    |
| プレイベン州         | 11   | クラチエ州           | 3    |
| タケオ州             | 8    | ココン州             | 1    |
| バタンバン州         | 8    | モンドルキリ州       | 1    |
| バンテイメンチェイ州 | 6    | プレアヴィヒア州     | 1    |
| コンポンスプー州     | 6    | ラタナキリ州         | 1    |
| カンポット州         | 6    | ストゥントレン州     | 1    |
| コンポントム州       | 6    | シアヌークビル特別市 | 1    |
| シェムリアップ州     | 6    | パイリン州           | －   |
| 総計                 | 総計 | 総計                 | 120  |

#### 投票方法
秘密投票、1票制

#### 選挙権
満18歳以上のカンボジア国民

#### 被選挙権
満21歳以上のカンボジア国民

#### 有権者数
4,764,430

## 選挙活動

### 党派の動き
選挙法では、政党について「公認する候補者を憲法制定議会に当選させることを目的または活動とする、あるいはそのことを目的または活動の一部とする組織」であると規定していた。憲法制定議会選挙に候補者を擁立するためにUNTACに登録を行った政党は20に及んだ。ここでは最終的に議会選挙で議席を得た政党について紹介する。
- カンボジア人民党（CPP:Cambodian People's Party

ベトナムの後押しを受けて1979年に発足したヘン・サムリン政権（旧カンプチア人民共和国）の勢力が主体。
- 独立・中立・平和・協力のカンボジアのための民族統一戦線（Front Uni Pour Un Cambodge Independent,Neutre,Pacifique et Cooperatif・FUNCINPEC フンシンペック）

シアヌークの息子であるラナリットが党首を務める王党派。
- 仏教自由民主党（BLDP:The Buddhist Liberal Democratic Party）

ソン・サン元首相が結成した政党。
- カンボジア民族解放運動及び自由のためのクメール闘争運動（Molinaka and Naktaorsou Khmere for Freedom・モリナカ党）

フンシンペックの分派

### ポル・ポト派による選挙妨害
選挙をボイコットしたポル・ポト派によるとされるUNTACの施設や要員への襲撃事件も相次いで発生した。UNTAC要員で襲撃などで死亡したのは、11名にも達した（うち1名は日本から派遣された文民警察官の高田晴行警部補）。またUNTAC要員ではないが、選挙監視スタッフとして派遣された国連ボランティア（UNV）の中田厚仁も4月に殺害された。

## 選挙結果
5月23日から28日の六日間にわたって行われた投票は、一部地域（カンポト州）で投票所がポル・ポト派に襲撃されるなどの小規模な事件が幾つかあったものの、全国的に見た場合ほぼ平穏かつ順調に行われた。また投票率は89.04％とUNTACの予想を上回る結果となり、国民の選挙に対する関心の高さを示す結果となった。
選挙戦は事実上、フンシンペックと人民党による一騎討ちの様相となった。そして選挙の結果、シアヌークの威光を最大限に利用したフンシンペックが都市部を中心に支持を伸ばして第一党となり、勝利した。一方人民党は、プノンペン政権時代に築いた地方組織を利用して支持を集め、フンシンペックと互角の戦いを演じたが、経済不振や汚職、根強い国民の反ベトナム感情が影響して第二党に留まった。

### 党派別獲得議席
|                     |                          |                    |           |        |
| 政党                | 政党                     | 獲得 議席          | 得票数    | 得票率 |
|                     | フンシンペック           | 58                 | 1,824,188 | 45.5%  |
|                     | カンボジア人民党         | 51                 | 1,533,471 | 38.2%  |
|                     | 仏教自由民主党           | 10                 | 152,764   | 3.8%   |
|                     | モリナカ党               | 1                  | 55,107    | 1.4%   |
|                     | 自由民主党               | 0                  | 62,698    | 1.6%   |
|                     | クメール中立党           | 0                  | 48,113    | 1.2%   |
|                     | 民主党                   | 0                  | 41,799    | 1.0%   |
|                     | 自由独立民主党           | 0                  | 37,474    | 0.9%   |
|                     | 自由共和党               | 0                  | 31,348    | 0.8%   |
|                     | 自由和解党               | 0                  | 29,738    | 0.7%   |
|                     | カンボジア復興党         | 0                  | 28,071    | 0.7%   |
|                     | 共和連合党               | 0                  | 27,680    | 0.7%   |
|                     | クメール国民会議党       | 0                  | 25,751    | 0.6%   |
|                     | カンボジア中立民主党     | 0                  | 24,394    | 0.6%   |
|                     | クメール農民自由民主主義 | 0                  | 20,776    | 0.5%   |
|                     | 自由開発共和党           | 0                  | 20,425    | 0.5%   |
|                     | 国民国家連合             | 0                  | 14,569    | 0.4%   |
|                     | 民主開発行動             | 0                  | 13,914    | 0.4%   |
|                     | 共和民主クメール党       | 0                  | 11,524    | 0.3%   |
|                     | 民族主義クメール党       | 0                  | 7,827     | 0.2%   |
| 総計                | 総計                     | 120                | 4,011,631 | 100.0% |
| 有効票数（有効率）  | 有効票数（有効率）       | 有効票数（有効率） | 4,011,631 | 94.01% |
| 無効票数（無効率）  | 無効票数（無効率）       | 無効票数（無効率） | 255,561   | 5.99%  |
| 投票者数（投票率）  | 投票者数（投票率）       | 投票者数（投票率） | 4,267,192 | 89.56% |
| 棄権者数（棄権率）  | 棄権者数（棄権率）       | 棄権者数（棄権率） | 497,426   | 10.44% |
| 有権者数            | 有権者数                 | 有権者数           | 4,764,618 | 100.0% |
| 出典：Nohlen et al. |                          |                    |           |        |

### 州別獲得議席
| 州・特別市                                  | 定数 | CPP | FUN | BLDP | モリナカ |
| ------------------------------------------- | ---- | --- | --- | ---- | -------- |
| コンポンチャム州                            | 18   | 6   | 10  | 1    | 1        |
| プノンペン特別市                            | 12   | 4   | 7   | 1    | 0        |
| カンダル州                                  | 11   | 3   | 7   | 1    | 0        |
| プレイベン州                                | 11   | 6   | 4   | 1    | 0        |
| タケオ州                                    | 8    | 3   | 4   | 1    | 0        |
| バッタンバン州                              | 8    | 3   | 4   | 1    | 0        |
| バンテイメンチェイ州                        | 6    | 2   | 3   | 1    | 0        |
| コンポンスプー州                            | 6    | 3   | 2   | 1    | 0        |
| カンポット州                                | 6    | 3   | 3   | 0    | 0        |
| コンポントム州                              | 6    | 3   | 2   | 1    | 0        |
| シェムリアップ州                            | 6    | 2   | 3   | 1    | 0        |
| スヴァイリエン州                            | 5    | 3   | 2   | 0    | 0        |
| コンポンチュナン州                          | 4    | 2   | 2   | 0    | 0        |
| プルサット州                                | 4    | 2   | 2   | 0    | 0        |
| クラティエ州                                | 3    | 1   | 2   | 0    | 0        |
| ココン州                                    | 1    | 1   | 0   | 0    | 0        |
| モンドルキリ州                              | 1    | 1   | 0   | 0    | 0        |
| プレアヴィヒア州                            | 1    | 1   | 0   | 0    | 0        |
| ラタナキリ州                                | 1    | 1   | 0   | 0    | 0        |
| ストゥントレン州                            | 1    | 1   | 0   | 0    | 0        |
| シアヌークビル特別市                        | 1    | 0   | 1   | 0    | 0        |
| パイリン州                                  | －   | －  | －  | －   | －       |
| 総計                                        | 120  | 51  | 58  | 10   | 1        |
| 出典：日本選挙学会年報『選挙研究』No9、1994 |      |     |     |      |          |